# Zoraena obliqua
Zoraena obliqua – gatunek ważki z rodziny szklarnikowatych (Cordulegastridae). Występuje na terenie Ameryki Północnej – w południowej Kanadzie (w prowincjach Ontario i Quebec) oraz w środkowych i wschodnich Stanach Zjednoczonych.